# 古克利維

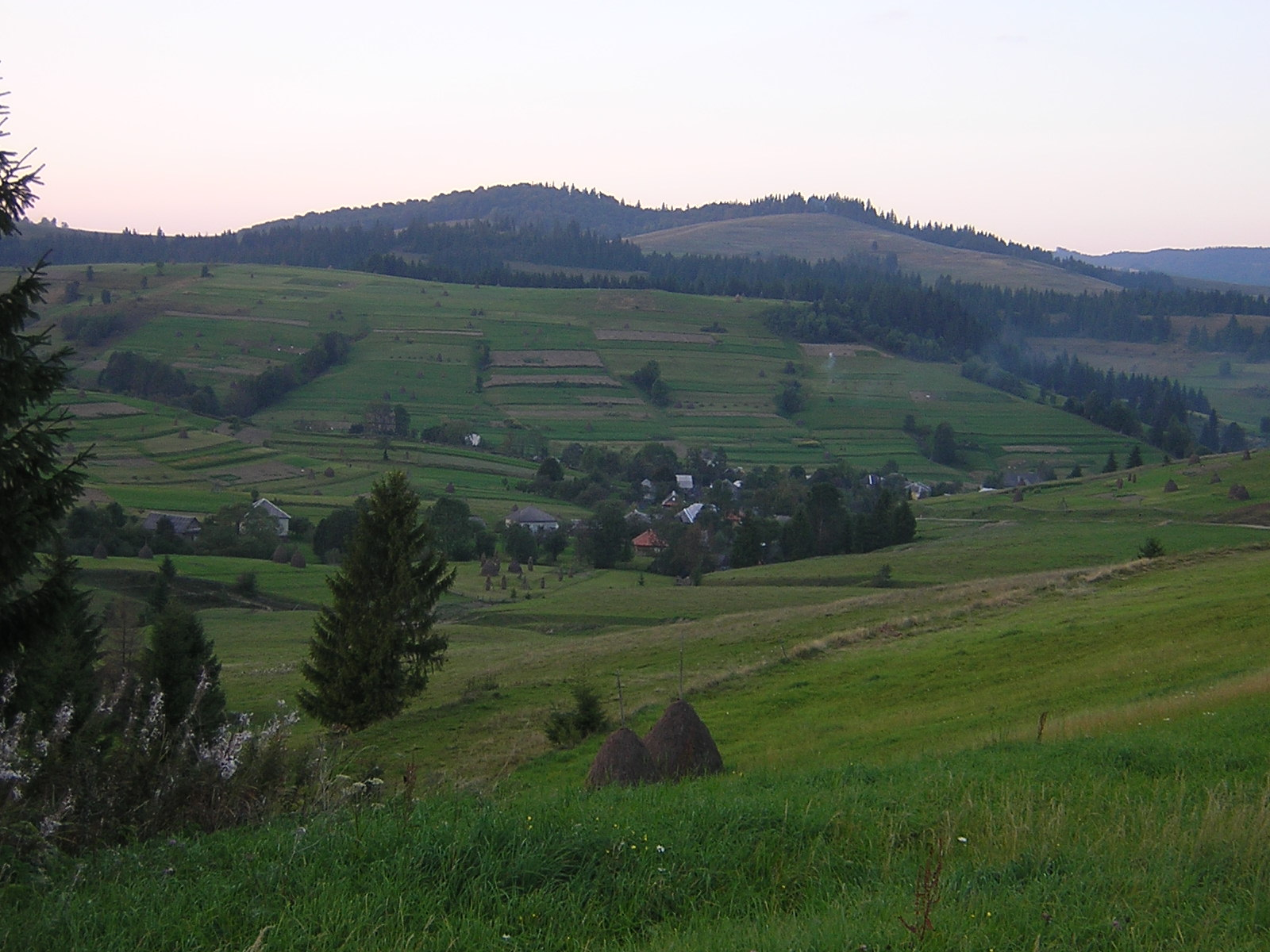

古克利維（烏克蘭語：Гукливий），是烏克蘭西部的村莊，隸屬外喀爾巴阡州的穆卡切沃區。該村始建於1588年，面積3.79平方公里，海拔高度558米，2001年人口2,109。
48°42′27″N 23°14′46″E / 48.70750°N 23.24611°E